# Morten Weber
Morten L. Weber (født 1. maj 1972) er dansk flagfootballspiller, der til dagligt spiller QB for Avedøre Mammoths i NFL øst. Sammen med Mammoths har han været med til at vinde fem danske mesterskaber og har været med til at vinde den internationale Champions Bowlturnering i 2008 og 2009 (international turnering for guld- og sølvvindere i Europa) Han har tidligere spillet håndbold i FIF og AIF.
Morten L. Weber har spillet QB i 36 kampe for det danske flagfootball-landshold og deltog blandt andet i EM i 2003, 2005 og 2007, hvilket resulterede i to bronzemedaljer. Derudover har han også deltaget i VM 2004, 2006 og 2008, der i de sidste to gange har haft resulteret i to sølvmedaljer. Kulminationen var EM guld i 2009 hvor Morten spillede alle kampene som QB.
Han er gift med den tidligere ligahåndboldspiller Chinwe Stella Weber(tidl.Ogueri)